# Vali Nasr
Vali Nasr, född 1960 i Teheran, är en iransk-amerikansk professor, statsvetare och författare. Han är sakkunnig på politisk islam i USA och son till filosofen och religionsvetaren Seyyed Hossein Nasr. 
Vali Reza Nasr är professor i statsvetenskap vid The Fletcher School of Law and Diplomacy, Tufts University 2008. I augusti 2006 redogjorde Nasr för president George W. Bush för det sekteristiska våldet i Irak. Vali Nasr tillträder den 1 juli 2012 som dekanus för Paul H. Nitze School of Advanced International Studies, Johns Hopkins University.
Vali Reza Nasr är författare till en rad böcker om islams roll i nutida politik och samhälle.